# ناحية هيران
ناحية هيران وهي إحدى نواحي قضاء شقلاوة في محافظة أربيل في العراق تبلغ مساحتها حوالي 491كم2 و 10% من اراضيها سهول، 35% تلال و55% جبال وعدد احيائها السكنية ستة هي دورى وسولاوك وبيلينكه ودرمان كلي هيران وهيرانى خوارو وهيرانى نوى 